# Trāṭaka

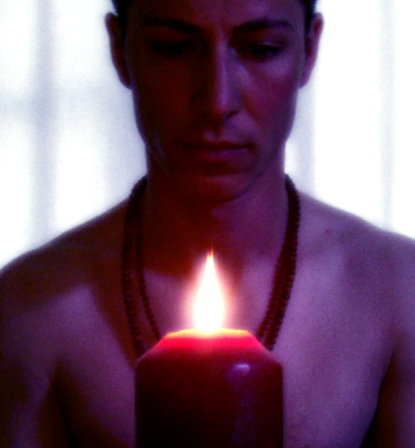
Trataka usando una vela.

Trāṭaka (en Sánscrito  n. त्राटक trāṭaka, tratak, trataka: "observar" o "contemplar") es una purificación yóguica (un shatkarma) y un método tántrico de meditación que implica mirar fijamente a un solo punto, como un objeto pequeño, un punto negro o la llama de una vela. Esta observación fija es un método de meditación que consiste en concentrarse en un solo punto, tal como un objeto pequeño, punto negro o la llama de un vela. Se utiliza en yoga como una forma de desarrollar la concentración, fortalecer los ojos y estimular el chakra ājñā (tercer ojo).

## Propósito
Como una forma alternativa de meditación centrada en la observación, trataka es la técnica de los sādhakas (aspirantes espirituales). Con la posibilidad de poner fin a la inquietud de los ojos mediante la observación de alguna cosa, mediante la observación fija, llega un punto en que la mente inquieta puede llegar a aquietarse. Se dice que trataka mejora la capacidad de concentración, incrementa el poder de la memoria y permite a la mente estar en un estado de concentración, atención y conciencia determinado. Este ejercicio actúa sobre los centros del olfato y de la vista; estimulando así el sistema nervioso. Se dice también que controla el cuerpo ciliar (acto reflejo) y estimula la glándula pineal.

## Descripción
Trataka se puede practicar de dos formas. En la primera, el practicante fija la atención en un símbolo o yantra, tales como el Om, un punto negro, o la imagen de alguna deidad, y la observa fijamente, prestando atención a cada pensamiento y sentimiento a medida que van surgiendo, dejando que se vayan de la mente, para que así la mente absorba por completo la concentración en el símbolo.
La segunda práctica es fijar la mirada en la llama de una vela. La práctica es la misma que la anterior pero con la diferencia de que tenemos que aguantar hasta que los ojos comiencen a aguarse, después del cual los ojos han de cerrarse, y el yogui trata de concentrarse en la imagen subsecuente, y mantener la concentración en ella el mayor tiempo posible. Al principio, será una verdadera imagen posterior, pero después, existirá solamente en el ojo de la mente, y el ejercicio de concentración consistirá en mantener la atención el mayor tiempo posible.

## Ejemplo de meditación guiada
- Primera fase: Enciende una vela y sitúala a más de un metro de distancia. Siéntate en frente de ella. La llama debería de estar al nivel de los ojos de manera que se pueda ver directamente sin permanecer incómodo. Comienza a respirar lenta y profundamente. Mientras respiras de esta forma, fija la mirada en el punto medio de la llama, en donde la vela emite más fulgor. Mantén la columna recta y concentra la mirada fija en la llama sin distraerte por cualquier tipo de estímulo externo o pensamiento. Si surgen pensamientos, ignóralos, permite que se vayan. Es importante estar despierto y vigilante.

- Segunda fase: Imagina la llama penetrando en tu cuerpo a través de los ojos e iluminando todo tu ser interno. En esta etapa, permite que los ojos se cierren con facilidad. Ahora, trata de imaginar la misma llama con los ojos cerrados, como la que estabas observando con los ojos abiertos. Si eres capaz de practicar trataka sin parpadear, será fácil para ti "ver" la llama con los ojos cerrados.

## véase también
- Sadhana
- Yoga del sueño